# 伊藤由紀子
伊藤 由紀子（いとう ゆきこ、1969年〈昭和44年〉2月6日 - ）は元NHKアナウンサー。

## 略歴・人物
大阪府岸和田市生まれ。大阪府立岸和田高等学校を経て、お茶の水女子大学卒業後、1992年（平成4年）NHK入局。初任地はNHK高松放送局。その後東京アナウンス室に異動となり、1996年4月1日より1年間、朝の情報番組・報道番組「NHKニュースおはよう日本」第1部（午前6時台）を伊藤博英とともに担当した。
「おはよう日本」午前7時台を担当の有働由美子と同い年だが、1年遅い入局。有働にとって「職場で初めての後輩」であり「いびりますよ！」と対談の際に冗談交じりで言われている。

## 過去の担当番組
- NHKニュースおはよう日本（1996年度6時台キャスター）

## 同期
- 大橋信之、緒方啓三、小笹俊一、小野文恵、加藤謙介、栗田勇人、里匠、三瓶宏志、鈴木理司、高井真理子、高鍬亮、田中秀喜、田淵雅俊、出山知樹、所浩英、鳥海貴樹、中尾晃一郎、中村豊、荷方賢治、野村優夫、福田光男、藤本憲司、堀井洋一、真下貴、本沢一郎、八尋隆蔵、山本美希[注釈 1]。